# Acanthella hispida
Acanthella hispida är en svampdjursart som beskrevs av Gustavo Pulitzer-Finali 1982. Acanthella hispida ingår i släktet Acanthella och familjen Dictyonellidae.
Artens utbredningsområde är Hongkong (Kina). Inga underarter finns listade i Catalogue of Life.